# Vicente Noriega del Águila
Vicente Noriega del Águila fue un político peruano.
Nació en Moyobamba el 5 de abril de 1866. Estudió derecho en la Universidad de San Marcos.
En 1919, cuando el presidente Augusto B. Leguía dio inicio a su oncenio, Nadal volvió a ser elegido diputado por la provincia de Moyobamba pero, esta vez, para la Asamblea Nacional de ese año que tuvo por objeto emitir una nueva constitución, la Constitución de 1920. Luego se mantuvo como diputado ordinario hasta 1924 siendo reelegido ese año y finalmente en 1929. En 1930, con la caída del régimen leguiísta, Noriega dejó de ser diputado.
Durante su gestión, promovió el debate de las facultades de los Congresos Extraordinarios; la segunda sobre la reforma del Código de Procedimientos en materia criminal. En el Congreso de 1919, intervino sobre la ley que reglamenta las sociedades anónimas, pendientes desde 1907. En el Congreso de 1920, sostiene la ley del divorcio, y en la sesión del 7 de octubre de ese mismo año, fundamenta en un elocuente y magnífico discurso el proyecto del doctor José Matías Manzanilla sobre la creación de la Dirección del Trabajo. Fue el impulsor de la ley que creó el distrito de Jepelacio en la provincia de Moyobamba.
Cuando en el Congreso se votó la aprobación del controvertido Tratado Salomón-Lozano (que definía la frontera peruano-colombiana), Noriega se contó entre los siete legisladores que votaron en contra, ante la abrumadora mayoría de 102 representantes que votaron a favor (20 de diciembre de 1927). Los otros seis fueron los senadores Julio Ego-Aguirre Dongo y Pío Max Medina y los diputados Santiago Arévalo, Toribio Hernández Mesía y Fermín Málaga Santolalla.